# Ernest Ngboko Ngombe
Ernest Ngboko Ngombe (Kanya Mbonda, 25 maggio 1964) è un arcivescovo cattolico della Repubblica Democratica del Congo, dal 23 novembre 2019 arcivescovo metropolita di Mbandaka-Bikoro.

## Biografia
È nato a Kanya Mbonda il 25 maggio 1964.

### Formazione e ministero sacerdotale
Dopo aver sostenuto gli studi filosofici e teologici, ha emesso i primi voti nella Congregazione del Cuore Immacolato di Maria il 17 ottobre 1987 ed è stato ordinato sacerdote il 20 giugno 1996 dal cardinale Hyacinthe Thiandoum.
Dopo l'ordinazione sacerdotale dal 1996 al 2010 è stato missionario in Senegal e dal 2001 al 2010 è stato superiore del distretto del Senegal della sua congregazione.
Nel 2011 ha perfezionato i suoi studi teologici, conseguendo licenza in reologia presso la Catholic Theological Union, negli Stati Uniti d'America ed è divenuto rettore del seminario teologico in Camerun.

### Ministero episcopale

Stemma da vescovo di Lisala

L'11 febbraio 2015 papa Francesco lo ha nominato vescovo di Lisala.
Ha ricevuto l'ordinazione episcopale l'11 aprile 2015 nella cattedrale di Lisala dalle mani del suo predecessore, il vescovo emerito di Lisala Louis Nkinga Bondala, co-consacranti l'arcivescovo di Mbandaka-Bikoro Joseph Kumuondala Mbimba e il vescovo di Basankusu Joseph Mokobe Ndjoku.
Il 23 novembre 2019 lo stesso papa Francesco lo ha promosso arcivescovo metropolita di Mbandaka-Bikoro . Ha preso possesso dell'arcidiocesi il 26 gennaio 2020, ricevendo il pallio il 31 gennaio dal nunzio apostolico della Repubblica Democratica del Congo Ettore Balestrero. Ha ricoperto il ruolo di amministratore apostolico di Lisala fino al 29 maggio 2021, giorno della presa di possesso del successore Joseph-Bernard Likolo Bokal'Etumba.

## Genealogia episcopale e successione apostolica
La genealogia episcopale è:
- Cardinale Scipione Rebiba
- Cardinale Giulio Antonio Santori
- Cardinale Girolamo Bernerio, O.P.
- Arcivescovo Galeazzo Sanvitale
- Cardinale Ludovico Ludovisi
- Cardinale Luigi Caetani
- Cardinale Ulderico Carpegna
- Cardinale Paluzzo Paluzzi Altieri degli Albertoni
- Papa Benedetto XIII
- Papa Benedetto XIV
- Papa Clemente XIII
- Cardinale Enrico Benedetto Stuart
- Papa Leone XII
- Cardinale Chiarissimo Falconieri Mellini
- Cardinale Camillo Di Pietro
- Cardinale Mieczysław Halka Ledóchowski
- Cardinale Jan Maurycy Paweł Puzyna de Kosielsko
- Arcivescovo Józef Bilczewski
- Arcivescovo Bolesław Twardowski
- Arcivescovo Eugeniusz Baziak
- Papa Giovanni Paolo II
- Vescovo Louis Nkinga Bondala, C.I.C.M.
- Arcivescovo Ernest Ngboko Ngombe, C.I.C.M.

La successione apostolica è:
- Arcivescovo Félicien Ntambue Kasembe, C.I.C.M. (2020)